# Eutinger Talbach

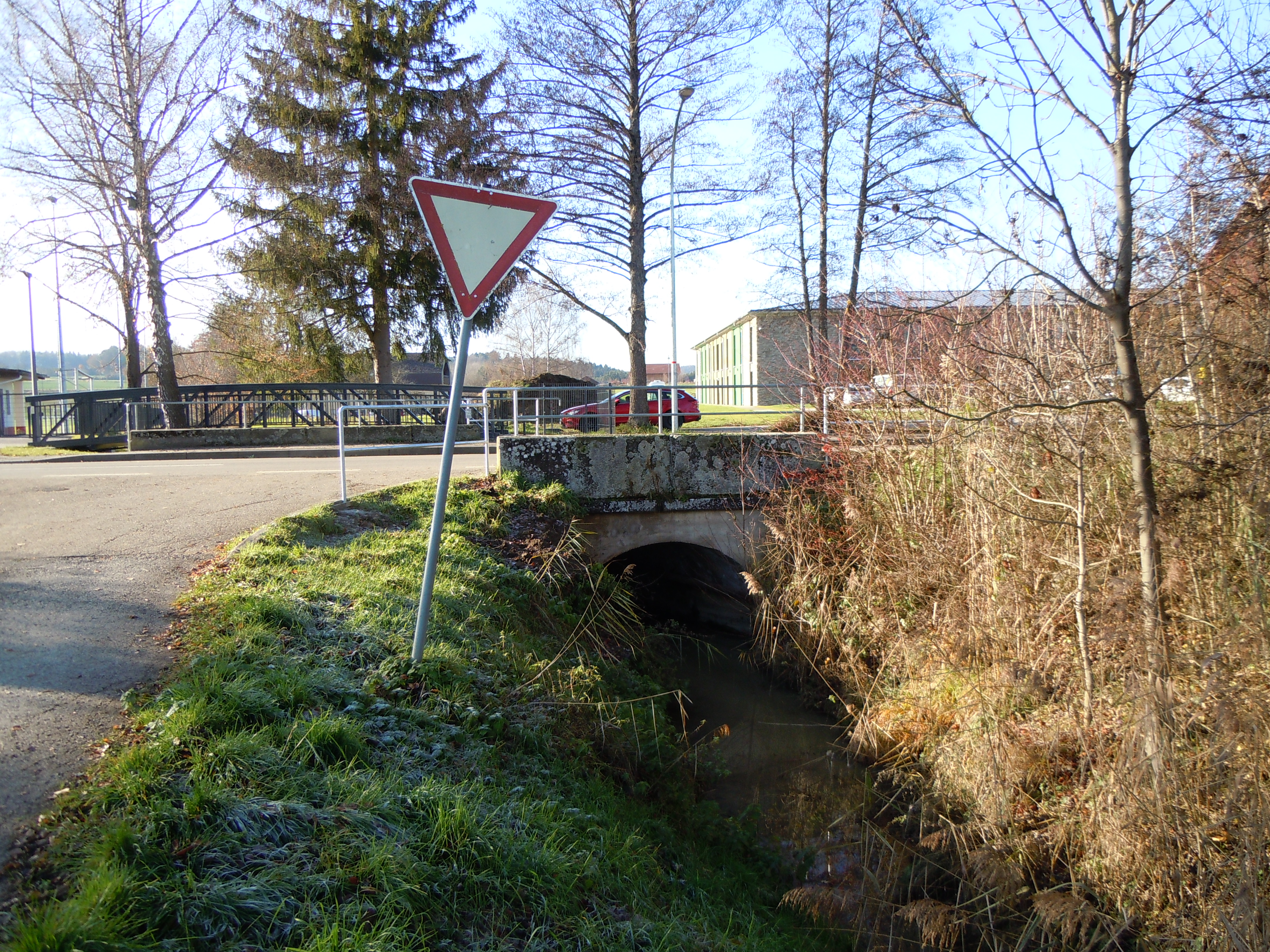
Talbach unmittelbar vor der Brücke der Straße nach Mühlen in Eutingen

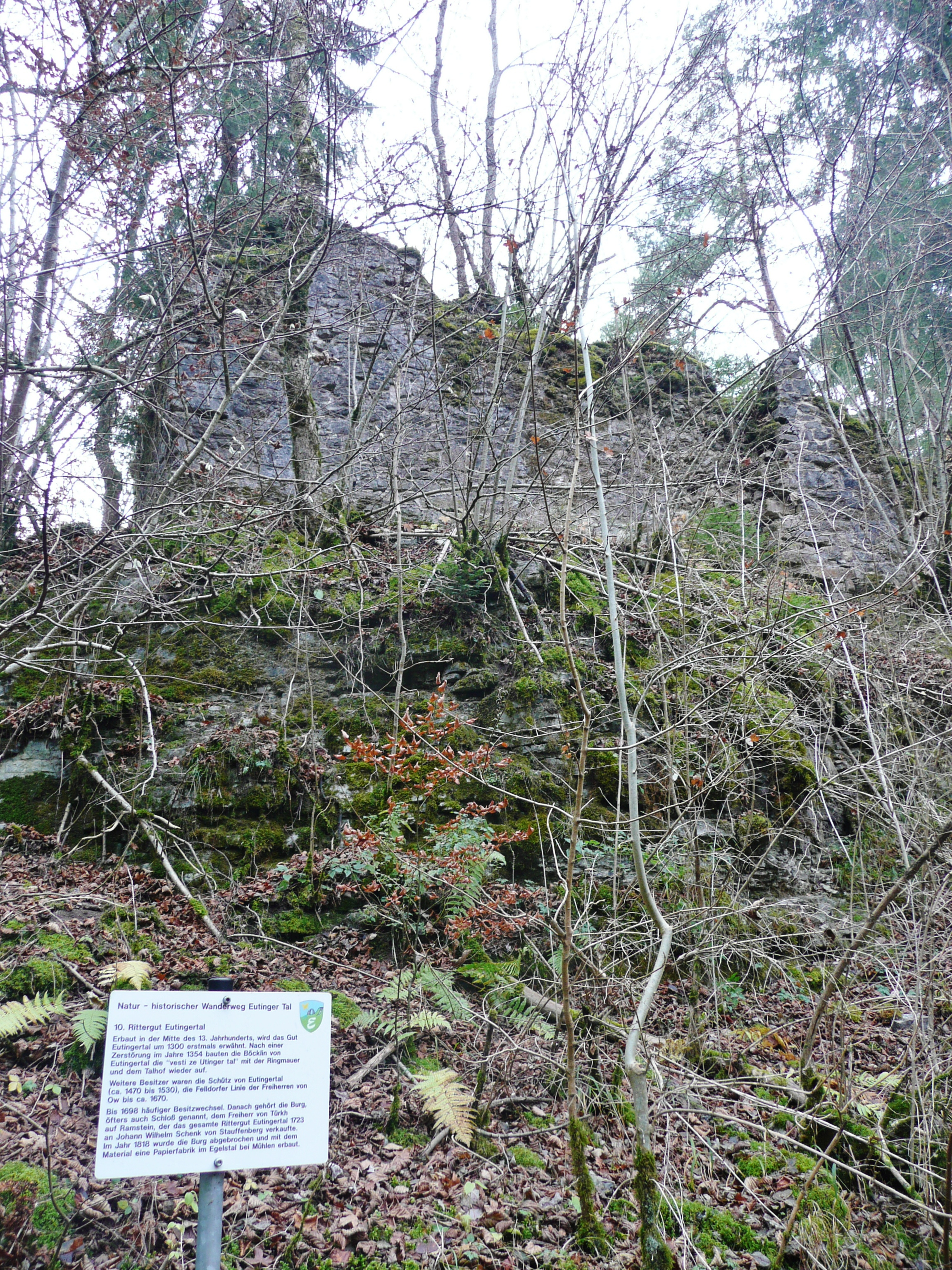
Die Ruine Eutingen steht auf einem Mäandersporn über dem Eutinger Tal

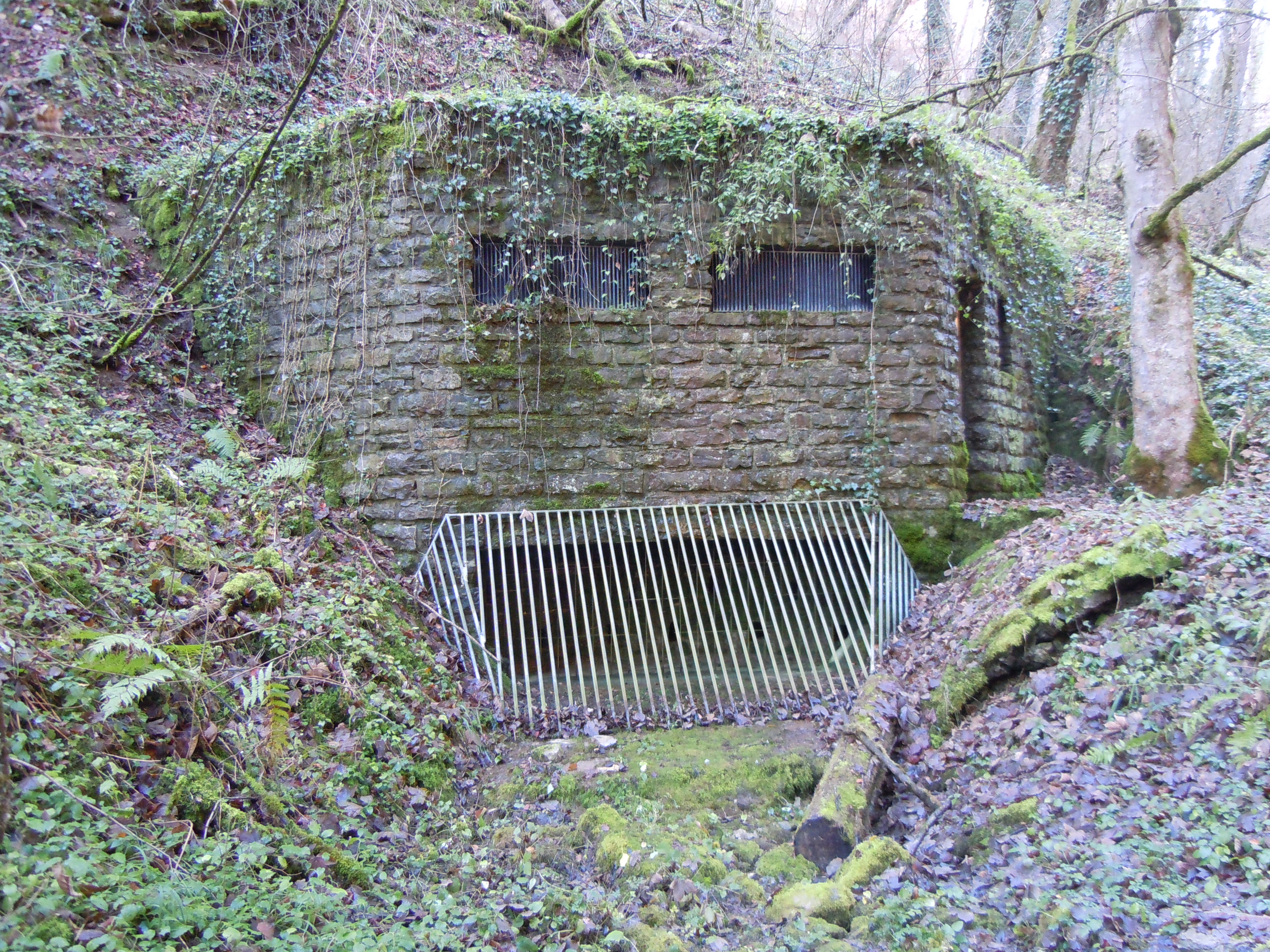
Der Lochbrunnen im Eutinger Tal

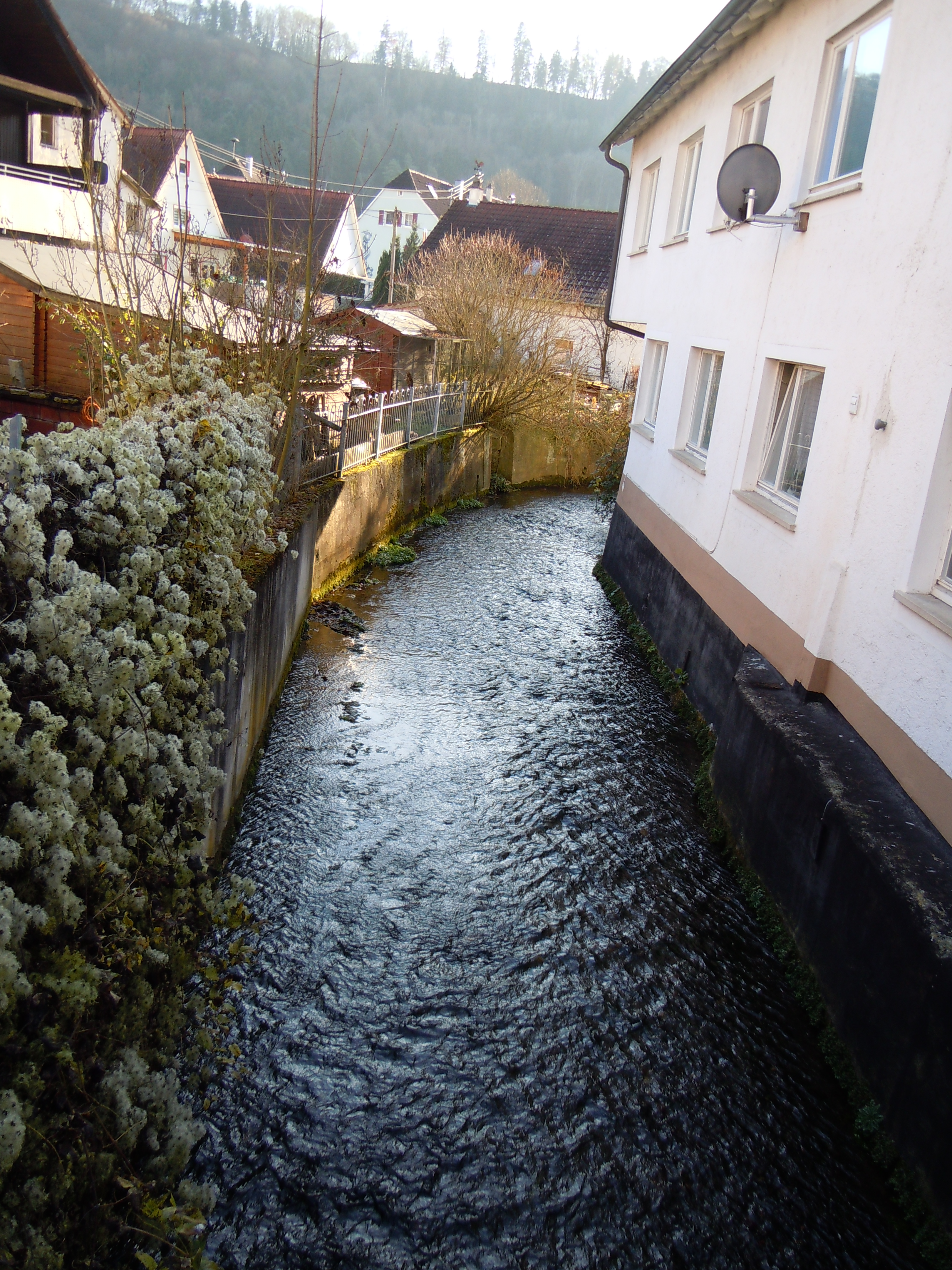
Blick den Talbach hinab von der Brücke der Lammstraße in Mühlen am Neckar

Der Eutinger Talbach ist ein mit dem westlich und dann südlich ziehenden Namenslauf über 6 km, auf dem längsten Strang mit dem noch im Landkreis Calw entspringenden Oberlauf sogar 7,5 km langer Bach im Landkreis Freudenstadt in Baden-Württemberg, der im Dorf Mühlen am Neckar der Stadt Horb am Neckar von links in den oberen Neckar mündet.

## Geographie

### Verlauf
Der Eutinger Talbach entsteht etwa 1,3 Kilometer östlich der Dorfmitte von Eutingen im Gäu nahe der als Gleisdreieck realisierten Einmündung der Bahnstrecke Eutingen im Gäu–Schiltach in die Bahnstrecke Stuttgart–Horb aus dem Zusammenfluss zweier Gräben. Die Quelle des etwas längeren liegt an der Nordwestspitze des Dreiecks auf etwa 475 m ü. NHN am Hang des nach Süden abfallenden Hummelbergs. Erst dem Bahndamm nach Süden folgend, dann sich nach Südwesten von ihm abkehrend und zwischen Feldern nach Südwest laufend, erreicht der Talbach nach weniger als einem halben Kilometer die Tiefenlinie einer flachen, nach West bis Westsüdwest ziehenden Mulde, wo ihm von links der andere Quellgraben zumündet, der nahe dem Alten Eutinger Bahnhof an der Südwestspitze des Gleisdreiecks beginnt.
Dann fließt der Talbach in seinem von Strauch- und Baumbewuchs freien, recht geraden Graben in Richtung der Muldenachse auf Eutingen zu und unterquert, kurz bevor er es erreicht, die K 4710 aus Rohrdorf. Mit nur wenigen Häusern links des Bachgrabens läuft der Talbach am Südrand Eutingen bis zur nach Mühlen führenden K 4709 und nimmt jenseits der Straße am Eutinger Sportgelände von rechts den Hochdorfer Graben auf, der das Dorf verdolt durchzieht. Auf dem letzten Wegstück am Ortsrand entlang bis zur Kläranlage zeigen sich vereinzelt Bäume am Lauf, dort läuft dann der kurze Häuslesgraben ebenfalls von rechts zu.
Der Bach beginnt nun etwas zu schlängeln und erreicht nach gut 200 weiteren Metern auf etwa 432,9 m ü. NHN den Waldrand seines unteren Tal. Dort läuft, etwa 3 km unterhalb seines Ursprungs, aus der Gegenrichtung der bis zum Zusammenfluss etwa ebenso lange Riedgraben zu. Der Talbach wendet sich dort abrupt nach links, unterquert die Bahnstrecke nach Horb und fließt immer mehr südlich ins Muschelkalktal Eutinger Tal hinab, worin ihn die Bahnlinie am rechten Hang begleitet. Auf dem ersten Teilstück dieses Tals hat er zuweilen wegen Versickerung des Wassers im verkarsteten Untergrund kaum Durchfluss.
Gegenüber dem Oberen Eutinger Talhof, der auf der rechten Talkante sitzt, umläuft er in einem Mäander den Sporn, auf dem die Ruine Eutingen liegt, und passiert dann den Lochbrunnen. Weiter abwärts am Zulauf der Klinge, durch die ihn der Gerbsengraben von der linken Hochebene herab erreicht, öffnet sich der Wald im Tal zu einer schmalen Wiesenaue. Bald darauf passiert er die Talmühle, wo ein Wasserwerk eine weitere Quelle nutzt. Talabwärts davon führt der Bach dann beständig Wasser. Nach dem Wechsel über die Horber Stadtgrenze, die zu Füßen der Serpentine der links ins Tal absteigenden K 4709 die Talaue quert, zweigt nach links ein Mühlkanal ab. Rechts am Hang biegt die Bahnlinie durch einen Tunnel ins aufwärtige Neckartal.
Im nördlichen Teil des sich in den Mund des Eutinger Tals hochziehenden Dorfes Mühlen läuft der Kanal zurück. Meist noch im Bebauungsbereich des Dorfes quert der Talbach die linke Neckaraue. Im zuallerletzt spitzen Winkel zum hier ostwärts laufenden Fluss mündet der Talbach dann auf 376,8 m ü. NHN von links in den oberen Neckar.
Der Eutinger Talbach mündet nach einem 6,3 km langen Lauf mit mittleren Sohlgefälle von etwa 16 ‰ ungefähr 98 Höhenmeter unterhalb seines Ursprungs am Hummelberg; das relative Gefälle bis zum Beginn der Muschelkalktals und ab dort ist etwas gleich.

### Einzugsgebiet
Der Eutinger Talbach hat ein 27,4 km² großes Einzugsgebiet, das sich in seinem nördlichen Teil durch die lange Stränge seines eigenen Oberlaufs und des Riedbachs aus diesen beiden Richtungen etwa 11 km weit vor Ost nach West erstreckt, während es in Nord-Süd-Richtung nur etwas mehr als 5 km misst. Naturräumlich gesehen liegt es in den Oberen Gäuen, der größte Teil im Unterraum Korngäu, ein recht kleiner mündungsnaher im Unterraum Eyach-Gäuplatten.
Es grenzt reihum an die Einzugsgebiete folgender Nachbargewässer:
- Im Norden, Nordosten und Osten entwässert die Gäuhochfläche zum Seltenbach, einem tieferen linken Zufluss des Neckars;
- von dessen Mündung aufwärts konkurrieren an der Südostseite nacheinander der Bach durchs Rohrdorfer Täle und unbedeutendere Neckarzuflüsse;
- an der Südwestseite entwässert das Gebiet außerhalb durch das Haugenloch und weiter aufwärts über den Horber Grabenbach oberhalb des Talbachs zum Neckar;
- wenig vor der Nordwestgrenze läuft das tief eingeschnittene Tal der Steinach zur Waldach, die über die Nagold und die Enz den Neckar erst weit abwärts an seinem Mittellauf speist.

Der größte Teil des Einzugsgebietes und des Laufes liegt im Gebiet der Gemeinde Eutingen im Gäu. Erst mündungsnah durchquert der Bach in seinem tief eingeschnittenen Unterlauftal zuletzt Gebiet der Stadt Horb am Neckar, die wie Eutingen dem Landkreis Freudenstadt angehört. Zum Stadtgebiet gehören auch große Anteile des Riedgraben-Teileinzugsgebietes. Um den Zufluss Hochdorfer Graben liegt ein kleiner Teil im Nordwesten des Einzugsgebietes auf der Gemarkung Hochdorf der Stadt Nagold im benachbarten Landkreis Calw.
Siedlungsplätze am Eutinger Talbach sind das rechts des Hochebenenlaufs liegende namengebende Dorf Eutingen im Gäu, der Eutinger Wohnplatz Talmühle im Untertal sowie ein großer Teil des Horber Dorfes Mühlen am Neckar an der Mündung.
Im übrigens Einzugsgebiet liegen außerdem ein großer Teil des Nagolder Dorfes Hochdorf am Ursprung des Zuflusses Hochdorfer Graben, der Eutinger Wohnplatz Ziegelhütte nahe am Beginn des Zuflusses Häuslesgraben, das Eutinger Gehöft Oberer Eutinger Talhof am rechten oberen Hangknick des Eutinger Tals sowie gewässerferner die Eutinger Wohnplätze Alter Bahnhof, Bahnhof Hochdorf und Randbereiche des Horber Dorfes Bildechingen. Einer der Horber Breitenbaum-Höfe steht nahebei auf der Wasserscheide und das neuere große Gewerbegebiet beim Horber Harterhof liegt größtenteils innerhalb an der westlichen Wasserscheide.

### Zuflüsse und Seen
Liste der Zuflüsse und  Seen von der Quelle zur Mündung. Gewässerlänge, Einzugsgebiet und Höhe nach den entsprechenden Layern auf der Onlinekarte der LUBW. Andere Quellen für die Angaben sind vermerkt.
Ursprung des Eutinger Talbach auf etwa 475 m ü. NHN ca. 1,5 km ostnordöstlich der Dorfmitte von Eutingen im Gäu 0,8 km nordöstlich von dessen Altem Bahnhof an der Bahnstrecke Freudenstadt–Eutingen im Gäu am Hummelberg. Der Bachgraben läuft zunächst südlich, dann südwestlich.
- (Grabenzulauf aus dem Gewann Riedbrünnle), von links und insgesamt Südosten auf etwa 453 m ü. NHN etwas westlich des Gleisdreiecks an der Einmündung der Bahnstrecke Eutingen im Gäu–Schiltach in die Bahnstrecke Stuttgart–Horb, 0,4 km und ca. 0,1 km².[LUBW 6] Entsteht auf etwa 460 m ü. NHN nahe am Alten Bahnhof.
Ab hier fließt der Talbach lange in westsüdwestlicher bis westlicher Richtung, dabei später am südlichen Ortsrand von Eutingen.
- Hochdorfer Graben, von rechts und insgesamt Nordwesten auf etwa 442 m ü. NHN bei den Sportplätzen am Südrand von Eutingen, 3,4 km und 3,5 km². Entsteht auf etwa 545 m ü. NHN am südlichen Bebauungsrand des Dorfes Nagold von Nagold. Hat unbeständigen Durchfluss und ist in Eutingen verdolt.
- Häuslesgraben, von rechts und Nordwesten auf etwa 437 m ü. NHN an der Eutinger Kläranlage, 1,1 km und ca. 2,8 km[LUBW 6] Entsteht auf etwa 463 m ü. NHN wenig östlich von Eutingen-Ziegelhütte neben der K 4716 Talheim–Eutingen.
- Riedgraben, von rechts und Westen auf 432,9 m ü. NHN[LUBW 2] am Beginn des bewaldeten Muschelkalktals des unteren Talbachs, 3,2 km und 10,6 km². Entsteht auf etwa 475 m ü. NHN nordwestlich von Horb am Neckar-Bildechingen am Waldrand im Gewann Langwiese. Folgt im flachen und breiten Oberen Ried nördlich von Bildechingen lange in einem recht kahlem Graben einem Wirtschaftsweg. Zumindest früher gab es dort am linken Riedrand zum Wald entlang einen Zulauf Landgraben.
Nach diesem Zufluss kehrt sich der Talbach auf Südlauf durch sein stark eingetieftes Unterlauftal.
- Gerbsengraben, von links und Ostnordosten auf etwa 405 m ü. NHN kurz vor Eutingen-Talmühle, 1,4 km und ca. 0,8 km².[LUBW 6] Entsteht auf etwa 485 m ü. NHN am Gewann Innere Salen. Auf der Hochebene kahler Graben entlang Grundstücksrändern in seiner natürlicher Mulde, ab der oberen Hangkante des Eutinger Tals Waldklingengraben
- (Mühlkanal unterhalb der Talmühle), von links kurz vor der Stadtgrenze von Horb, 0,2 km. Geht nach (!) der Eutinger Talmühle nach links ab.
- (Mühlkanal nach Mühlen), von links im Nordteil des Dorfes Mühlen am Neckar, 0,6 km. Geht davor nach der Horber Stadtgrenze nach links ab.

Mündung des Eutinger Talbachs von links und zuletzt Norden auf 376,8 m ü. NHN im Dorf Mühlen am Neckar der Stadt Horb am Neckar in den oberen Neckar. Der Bach ist auf seinem Namenslauf 6,3 km, auf dem Strang mit seinem längeren rechten Oberlauf Hochdorfer Graben sogar 7,5 km lang und hat ein 27,4 km² großes Einzugsgebiet.

## Geologie
Wie alle Naturräume in den Neckar- und Tauber-Gäuplatten Baden-Württemberg ist auch die Geologie der Oberen Gäue im Einzugsgebiet vom Muschelkalk im Untergrund bestimmt, auf dem noch teilweise eine Schicht Lettenkeuper (Erfurt-Formation) liegt. Hier liegt der Lettenkeuper überwiegend in einem von Ost nach West laufenden Band vom Mäuertal am heutigen Eutinger Bahnhof im Osten und dem obersten Talbach bis zum oberen Riedbach ganz im Westen im Bereich einer schon im östlich anschließenden Seltenbach-Einzugsgebiet beginnenden, langen Senkungszone. Diese ist von mehreren Störungen begrenzt, welche einen tektonischen Graben bilden, der wohl die zum Unterlauf des Talbachs senkrechte Laufrichtungen beider Bachläufe in dessen Mitte erklärt. Im Graben gibt es stellenweise sogar noch in der Schichtenfolge über dem Lettenkeuper liegende Gipskeuper-Inseln (Grabfeld-Formation). Außerhalb des Grabens liegt auf der Hochebene teilweise Trigonodusdolomit des  Oberen Muschelkalks, der an anderen Stellen durch viel jüngeres Lösssediment aus quartärer Ablagerung bedeckt ist.
Wo die genannten beide großen Oberläufe zusammentreffen, schwenkt der Talbach senkrecht nach links und gräbt sich dabei schnell in den Oberen und bald schon den Mittleren Muschelkalk ein. Dem Taltrog dieses sogenannten Eutinger Tals laufen von den Seiten einige kleine Klingen zu.
Schon die Bäche auf der Hochebene laufen in Schwemmlandbändern, die größeren in einem Auenlehmband; ein solches beginnt auch im Eutinger Tal wieder und begleitet den Eutinger Talbach bis zu seiner Mündung in Schichthöhe des Mittleren Muschelkalks. Linksseits und damit flussabwärts des heutigen Mündungslaufs liegt in der heute mit Häusern des Dorfes Mühlen am Neckar überbauten linken Neckaraue ein flacher Schwemmfächer.

## Natur und Schutzgebiete
Das Eutinger Tal hat einen voll ausgebildeten Talmäander unterhalb der auf einem Bergsporn über ihm stehenden Ruine Eutingen. Darunter am linken Hang ist ein Naturdenkmal Karstquellen des Talbaches und der Lochbrunnen im Eutinger Tal ausgewiesen.
Das Landschaftsschutzgebiet Eutinger Tal umfasst das gesamte Muschelkalktal des Eutinger Talbachs bis nahe an die Ortsgrenze des Mündungsortes Mühlen am Neckar, dazu auch kleine Seitenklingen.
Der Horber Anteil des Einzugsgebietes gehört zum Naturpark Schwarzwald Mitte/Nord.
Im Wasserschutzgebiet Talmühlequelle des Zweckverbandes Gäuwasserversorgung  mit etwa 64.000 Bewohnern im Verbandsgebiet liegen der Großteil des Einzugsgebietes und noch Flächen darüber hinaus, insgesamt über 30 km². Der Verband betreibt im Eutinger Tal an der Talmühle das 1960–1965 erbaute größere seiner beiden Wasserwerke, wo er bis zu 100 l/s Trinkwasser aufbereitet. Genutzt werden dafür die stark schüttenden Karstquellen  Talmühlequelle dortselbst sowie der 60 l/s schüttende Lochbrunnen etwas weiter oben im Tal, von dem her eine unterirdische Verbindung besteht.

## Sehenswürdigkeiten und Bauwerke
- Ruine Eutingen links auf einem Mäandersporn über dem Eutinger Tal

### LUBW
Amtliche Online-Gewässerkarte mit passendem Ausschnitt und den hier benutzten Layern: Lauf und Einzugsgebiet des Eutinger Talbachs

Allgemeiner Einstieg ohne Voreinstellungen und Layer: Daten- und Kartendienst der Landesanstalt für Umwelt Baden-Württemberg (LUBW) (Hinweise)
1. 1 2 3  Höhe nach dem Höhenlinienbild auf dem Hintergrundlayer Topographische Karte.
2. 1 2 3  Höhe nach grauer Beschriftung auf dem Hintergrundlayer Topographische Karte.
3. 1 2  Länge nach dem Layer Gewässernetz (AWGN).
4. 1 2  Einzugsgebiet aufsummiert aus den Teileinzugsgebieten nach dem Layer Basiseinzugsgebiet (AWGN).
5. ↑  Einzugsgebiet nach dem Layer Basiseinzugsgebiet (AWGN).
6. 1 2 3  Einzugsgebiet abgemessen auf dem Hintergrundlayer Topographische Karte.
7. ↑  Schutzgebiete nach den einschlägigen Layern, Natur, Wasserführung, Quellschüttungen teilweise nach dem Layer Biotop.

### Andere Belege
1. ↑  Friedrich Huttenlocher: Geographische Landesaufnahme: Die naturräumlichen Einheiten auf Blatt 178 Sigmaringen. Bundesanstalt für Landeskunde, Bad Godesberg 1959. → Online-Karte (PDF; 4,3 MB)
2. ↑  Geologie nach den Layern zu Geologische Karte 1:50.000 auf: Mapserver des Landesamtes für Geologie, Rohstoffe und Bergbau (LGRB) (Hinweise)
3. ↑  Angaben nach der Beschreibung des Zweckverbands Gäuwasserversorgung auf der Website www.zv-gaeuwasser.de. Abgefragt am 6. Dezember 2019.